# Nida Dar
Nida Dar (Urdu ندا ڈار; * 2. Januar 1987 in Gujranwala, Pakistan) ist eine pakistanische Cricketspielerin, die seit 2010 für die pakistanische Nationalmannschaft spielt.

## Kindheit und Ausbildung
Nida wuchs in einer Familie auf, die vom Cricket dominiert war, so spielte ihr Vater selbst First-Class Cricket für Karachi. Dabei hatte sie als Frau mit zahlreichen Hürden zu kämpfen. So konnte sie im Coaching Centre nur innerhalb der Woche spielen, um zu vermeiden, dass ihr Bruder, der nicht wollte, dass sie Cricket spielte, sie dort sehen würde. Auch kürzte sie ihre Haare, um dort nicht als Frau aufzufallen.

## Aktive Karriere

### Anfänge in der Nationalmannschaft
Im nationalen Cricket spielte sie seit der Saison 2007/08. Ihr Debüt im internationalen Cricket absolvierte sie beim ICC Women’s World Twenty20 2010, als sie beim Spiel gegen Sri Lanka 2 Wickets für 10 Runs erzielen konnte und damit beste Bowlerin ihres Teams war. Im WODI-Cricket gab sie ihr Debüt im Oktober 2010 bei der ICC Women's Cricket Challenge 2010/11. Ein Jahr später auf der Tour in den West Indies konnte sie mit Bowling-Leistungen von 4 Wickets für 16 Runs und 3 Wickets für 13 Runs überzeugen. Beim Women’s Cricket World Cup Qualifier 2011 konnte sie vor allem im entscheidenden Spiel gegen die Niederlande einen entscheidenden Beitrag leisten, als sie 57 Runs am Schlag und 3 Wickets für 15 Runs mit dem Ball erreichte.
Es dauerte fast ein Jahr bis zu ihrem nächsten internationalen Spiel. Dann trat sie in Irland für die Nationalmannschaft bei zwei Drei-Nationen-Turnieren an. In der WODI-Serie erzielte sie gegen Bangladesch 3 Wickets für 36 Runs und in der WT20-Serie verfehlte sie mit 46 Runs gegen Irland knapp ein Fifty. Dies bereitete auf den ICC Women’s World Twenty20 2012 in Sri Lanka vor. Dort konnte sie beim Ausscheiden in der Vorrunde beim einzigen Sieg gegen Indien 3 Wickets für 12 Runs erzielen und wurde als Spielerin des Spiels ausgezeichnet. Es folgte der Women’s Cricket World Cup 2013, als sie im verlorenen Platzierungsspiel gegen Indien mit einem Half-Century über 68* Runs beste Batterin ihrer Mannschaft war. Im Sommer 2013 reiste sie erneut nach Europa und konnte dort gegen Irland in den WODIs einmal 3 Wickets für 18 Runs und einmal ein Fifty über 87 Runs erzielen. In der anschließenden WTwenty20-Serie konnte sie im ersten Spiel 3 Wickets für 18 Runs mit dem Ball und 39* Runs am Schlag erreichen.

### Aufstieg zur bedeutenden Spielerin in der Nationalmannschaft
Im Januar 2014 konnte sie bei einem Drei-Nationen-Turnier in Katar einmal vier Wickets (4/15) und einmal drei Wickets (3/23) jeweils gegen Südafrika erzielen. Beim ICC Women’s World Twenty20 2016 war ihre beste Leistung im abschließenden Spiel gegen England, als sie 3 Wickets für 21 Runs erreichte, die jedoch nicht zum Sieg und damit für den Halbfinaleinzug ausreichten. Über das Jahr 2017 hinweg wurde sie nicht in die Nationalmannschaft berufen.
Beim Women’s Twenty20 Asia Cup 2018 gelangen ihr gegen Sri Lanka 5 Wickets für 21 Runs und gegen Malaysia 4 Wickets für 5 Runs und sie wurde in beiden Spielen als Spielerin des Spiels ausgezeichnet. In der Folge konnte sie hauptsächlich mit Leistungen am Schlag auf sich aufmerksam machen. Beim ICC Women’s World Twenty20 2018 konnte sie bei der Niederlage gegen Indien ein Fifty über 52 Runs erzielen. Bei der im Februar stattfindenden gegen die West Indies konnte sie zwei Half-Centuries erzielen, 53 Runs in den WTwenty20s die sie zur Spielerin des Spiels und der Serie machte, und 81 Runs in den WODIs. Im Mai 2019 folgten auf der Tour in Südafrika zwei Fifties in den WTwenty20s (53 und 75 Runs). Auch hier wurde sie als Spielerin der Serie ausgezeichnet. Seit der Saison 2019/20 spielt sie für die Sydney Thunder in der Women’s Big Bash League und war damit die erste Pakistanerin, die in einer internationalen Liga spielte.
Nach der Pause aufgrund der COVID-19-Pandemie traf sie erneut mit dem Team auf Südafrika und konnte dort in den WODIs wieder zwei Fifties erzielen (59* und 51 Runs). Im Sommer 2021 konnte sie in den West Indies 55 Runs im ersten WODI erreichen. Zur Eröffnung des Women’s Cricket World Cup Qualifier 2021 erzielte sie gegen Bangladesch 87 Runs. Nachdem das Turnier abgebrochen worden war und Pakistan automatisch für den Women’s Cricket World Cup 2022 qualifiziert gewesen war, konnte sie dort zunächst ein Half-Century über 55 Runs gegen Südafrika erzielen. Beim Sieg gegen die West Indien erreichte sie 4 Wickets für 10 Runs und im abschließenden Spiel gegen Neuseeland neben einem Fifty über 50 Runs auch 3 Wickets für 39 Runs beim Bowling. Bei den Commonwealth Games erzielte sie unter anderem ein Half-Century über 50* Runs gegen Barbados. Beim Women’s Twenty20 Asia Cup 2022 erreichte sie gegen Indien ein Half-Century über 56* Runs, wofür sie als Spielerin des Spiels ausgezeichnet wurde. Dies konnte sie in der WTwenty20-Serie gegen Irland wiederholen, als ihr 61 Runs gelangen. In Australien erzielte sie in der WODI-Serie im Januar 2023 59 Runs. Beim ICC Women’s T20 World Cup 2023 war dann ihre beste Leistung 33 Runs gegen Irland.